# Myotis vivesi
Myotis vivesi је врста слепог миша из породице вечерњака (лат. Vespertilionidae).

## Распрострањење
Мексико је једино познато природно станиште врсте.

## Станиште
Врста Myotis vivesi има станиште на копну.

## Начин живота
Женка обично окоти по једно младунче. 

## Угроженост
Ова врста се сматра рањивом у погледу угрожености врсте од изумирања.

### Популациони тренд
Популација ове врсте се смањује, судећи по расположивим подацима.